# Arisitum
Arisitum (łac. Dioecesis Aleriensis) – stolica historycznej diecezji we Francji erygowanej ok. roku 570, a włączonej w 1801 w skład diecezji Nîmes.
Współcześnie miasto Alès znajduje się w regionie Oksytanii we Francji. Obecnie katolickie biskupstwo tytularne ustanowione w 2009 przez papieża Benedykta XVI.

## Biskupi tytularni
| Lp. | Biskup         | Funkcja                           | Od                  | Do |
| --- | -------------- | --------------------------------- | ------------------- | -- |
| 1   | Patrick Le Gal | biskup pomocniczy Lyonu (Francja) | 7 października 2009 |    |